# بیستون (اسطوره)
بیستون در اسطوره‌های یونانی نام پسر آرس بود. بر پایه افسانه‌ها، بیستون در کرانه‌های دریاچه بیستونیس در تراکیه شهری به نام بیستونیا ساخت. به تراکی‌ها گاه بیستونی‌ها گفته می‌شود.